# Inger Harms
Inger Harms (10. august 1942 i Esbjerg - 13. april 2013 på Sønderborg Sygehus) er en dansk informationsmedarbejder og tidligere politiker, som fra 1981 til 1990 var medlem af Folketinget, valgt for Socialistisk Folkeparti i Sønderjyllands Amtskreds. I 1996 brød hun med sit parti og meldte sig ind i Det Radikale Venstre, som hun senere stillede op for flere gange uden at blive valgt.
Harms arbejdede før sin politiske karriere som arkivleder i Udenrigsministeriet gennem 15 år og boede således i København, men flyttede samtidig med valget til Folketinget til Aabenraa, hvor hun har boet siden. I Folketinget var hendes mest markante post formandskabet for Folketingets Indfødsretsudvalg, som hun beklædte i otte år. Hun sad desuden i Nordisk Råd og Europarådet, hvor hun gennem tre år var formand for Forenede Europæiske Venstrefløj. I 1992 blev hun ikke genvalgt som folketingskandidat i Sønderjyllands Amtskreds. Bruddet med SF i 1996 skete ifølge Harms selv, fordi hun i Det Radikale Venstre fandt en rummelighed og tolerance, som var savnet i SF. Udover kandidaturer til Folketinget i 1997 og Europa-Parlamentet i 1999 havde Inger Harms gennem flere år sæde i den radikale hovedbestyrelse.
Siden sit politiske virke var hun en periode informationsmedarbejder ved Sønderjyllands Amt, men har siden 2002 været på efterløn og senere pension. I sit otium har hun blandt andet været aktiv i Dansk Flygtningehjælp og Ældre Sagen. 